# Kibara formicarum
Kibara formicarum är en tvåhjärtbladig växtart som beskrevs av Odoardo Beccari. Kibara formicarum ingår i släktet Kibara och familjen Monimiaceae. Inga underarter finns listade i Catalogue of Life.